# I Want to Hold Your Hand
Cet article concerne la chanson des Beatles. Pour le film basé sur les Beatles, dont le titre original est I Wanna Hold Your Hand, voir Crazy Day.
Singles de The Beatles
She Loves You/I'll Get You
(1963) Can't Buy Me Love/You Can't Do That
(1964)
Pistes de Past Masters
I'll Get You This Boy
I Want to Hold Your Hand est une chanson des Beatles, écrite par John Lennon et Paul McCartney. Elle est parue en single le 29 novembre 1963 en Grande-Bretagne, avec This Boy en face B. Le titre est publié en single aux États-Unis le 26 décembre, cette fois couplé à I Saw Her Standing There et y fait connaître le groupe. La chanson déclenche la Beatlemania, version nord-américaine, et agit en précurseur à ce qu'on appellera la British Invasion.

## Histoire
Alors qu'il s'agit en Grande-Bretagne d'un quatrième N°1 consécutif après Please Please Me, From Me to You et She Loves You, I Want to Hold Your Hand est le premier titre des Beatles à grimper en tête des Charts américains. Son succès précède de quelques jours l'arrivée fracassante des « Fab Four » aux États-Unis. Il ouvre une longue série de succès pour le groupe sur cet immense marché.

## Genèse
McCartney et Lennon n'ont eu aucune inspiration particulière pour ce morceau, à la différence de certaines de leurs chansons postérieures telles que Yesterday, Hey Jude ou Let It Be. Au lieu de cela, ils avaient reçu de leur manager Brian Epstein des instructions précises d'écrire « une chanson dans l'esprit du marché américain ».

## Enregistrement
Elle a été enregistrée le 17 octobre 1963 aux studios EMI. Ce fut le premier disque des Beatles enregistré en utilisant un équipement 4 pistes et en stéréo. En début de séance, on procède à l'enregistrement d'un message pour Noël destiné aux membres du fan club; ceci deviendra une tradition annuelle.

### Interprètes
- John Lennon : guitare semi-acoustique, chant
- Paul McCartney : guitare basse, chant
- George Harrison : guitare électrique
- Ringo Starr : batterie

Les quatre Beatles font également des claquements de mains.

### Équipe de production
- George Martin : production
- Geoff Emerick : ingénieur du son
- Norman Smith : ingénieur du son

## Parution et réception
I Want to Hold Your Hand est la première chanson des Beatles a atteindre la première position du palmarès anglais et américain.
Pour la première fois en Angleterre, le single, avec This Boy en face B, reçoit un million de pré-commandes et entre dans les charts britanniques déjà à la dixième position le 5 décembre 1963, alors que She Loves You y est encore en première place depuis 15 semaines. Il atteint la première place la semaine suivante, le 12 décembre, reléguant She Loves You à la deuxième. C'est la première fois en Angleterre qu'un même artiste y place deux numéros 1 consécutifs. Le single a tenu cette première place dans les charts durant cinq semaines.
Le single américain a cette fois comme face B la chanson I Saw Her Standing There. Il a conduit à ce que les Américains ont appelé la British Invasion, soit l'afflux d'artistes de rock britannique dans les charts américains, canadiens ou australiens, et la première chanson des Beatles à figurer parmi le classement du Billboard Hot 100, du magazine américain Billboard, où elle est numéro 1 le 1er février 1964 et y reste durant sept semaines, se faisant détrôner à son tour par She Loves You.
Le 9 février, la chanson est interprétée devant 73 millions de téléspectateurs américains au Ed Sullivan Show. Elle a été également enregistrée en allemand début 1964 sous le titre Komm, Gib Mir Deine Hand.
Ce grand succès a été publié sur l'album compilation de 1966 A Collection of Beatles Oldies, sur The Beatles 1962-1966 publié en 1973, qui rassemble les meilleurs succès du groupe, et enfin sur l'album 1 où figurent les 27 chansons qui ont atteint la première place du palmarès britanniques ou américains. On retrouve aujourd'hui les enregistrements original et en langue allemande sur Past Masters, la compilation qui regroupe tous les 45 tours des Beatles.
Une version enregistrée lors de l'émission britannique d'humour et de variété, Morecambe and Wise Show, est incluse sur le disque Anthology 1. De plus, la chanson est enregistrée trois fois dans les studios de la BBC dont la version du 18 décembre 1963 pour l'émission From Us To You, mise en ondes le lendemain de Noël (et rediffusée le 15 février 1964 lors de l'émission Saturday Club (en)), se retrouve sur On Air - Live At The BBC Volume 2. Une version enregistrée sur scène le 23 août 1963 près de Los Angeles figure en supplément sur le disque The Beatles: Live at the Hollywood Bowl sorti en 2016. On entend la présentation du groupe tirée de ce concert de 1965 pour introduire I Want to Hold Your Hand sur le disque Love paru en 2006.
I Want To Hold Your Hand est sélectionnée par le Rock and Roll Hall of Fame, en 1995, comme l'une de « 500 chansons qui ont façonné le rock 'n' roll ». En 1998, la chanson reçoit le Grammy Hall of Fame Award. Elle occupe également la 16e place dans la liste des « 500 plus grandes chansons de tous les temps », classement effectué en 2003 par le magazine Rolling Stone. Elle gagne une place (15e) dans la liste remaniée en 2021. 
I Want to Hold Your Hand avec Till There Was You, She Loves You et I Saw Her Standing There sont chacune mises en vente en quantité limité à 1,500 copies en format vinyle 3 pouces (7,62 cm) pour le Record Store Day de 2024. Ce sont les versions studio des chansons parmi celles qui ont été interprétées au Ed Sullivan Show en février 1963. De plus, 2,300 minis platine tourne-disques spécialement conçues pour l'occasion, incluant les quatre disques, sont aussi disponibles.

### Publication en France
La chanson arrive en France en janvier 1964 sur la face A d'un 45 tours EP (« super 45 tours »), accompagnée de It Won't Be Long ; sur la face B figurent I Wanna Be Your Man et Till There Was You. Une photo de Dezo Hoffman orne la pochette.

## Reprises
La chanson est adaptée en français en 1964 par Frank Alamo (Je veux prendre ta main) et par Claude François (Laisse-moi tenir ta main). 
Elle est interprétée en merengue, adaptée en espagnol, sous le titre Tu Mano Cogere, par Manny Manuel sur l'album Tropical Tribute to the Beatles. 
Elle a aussi été reprise par The Standells, Bobby Fuller, The Sparks, Al Green, Odeurs, etc.
Gene Moss a chanté I Want to Bite Your Hand et le groupe Beatallica I Want to Choke Your Band. Les Bidochons l'ont parodié sous le titre A Walibi j't'emmène. Les Rutles en ont fait un pastiche appelé Hold My Hand.
En 2008, la chanson a été reprise par T.V. Carpio dans le film Across the Universe, une comédie musicale de Julie Taymor, inspiré de 32 chansons des Beatles.
En 2010, la chanson est interprétée par Chris Colfer (Kurt Hummel) dans la seconde saison de Glee.